# Rail
Rail，又称Rail Magazine，是英国的一部铁路运输杂志，主要内容是英国铁路运输，出版语言是英语。该刊物每两周一期，出版单位是鲍尔媒体集团，可通过英国的报摊购买，读者多为铁道迷。该杂志创刊于1981年，在1981年创刊至1988年的刊名为Rail Enthusiast。多年来，该杂志的封面设计大致相同，封面顶部有一个大写斜体红色RAIL。

## 理念
Rail常常抨击英国与铁路相关的大型机构，包括英國火車運營公司協會、英國鐵路和公路辦公室以及英国交通部。铁路公司持续开展的活动包括反对铁路广告、反对铁路不尊容名人肖像权、反行路外人员在铁路上行走这一危险行为，以及清理铁路上的杂草。
该杂志市场表现长期较为稳定，但后来有所下滑。为适应市场需求，该杂志有纯专业类杂志，转型为更偏商业性杂志，这取得了一定的成功。
Rail杂志同时主办予铁路相关的大型活动，包括年度英国全国铁路会议、英国国家铁路奖评选、Rail 100早餐社团。

## 近年关注点和作者
该杂志发布的内容，部分来自内部职工，部分来自社会投稿，内容作者有些同时是经常在电视和广播中亮相的铁路专家。该杂志在2013年时重点关注了英国2号高速铁路的项目进展。奈杰尔·哈里斯在1995年至2023年的28年间任该杂志的主编。
常在该杂志发表作品的人士包括英国铁路私有化的激烈反对者铁路评论员克里斯汀·沃爾瑪、不知道姓氏的同时是票务代理的铁路票务专家（巴里）、一名匿名铁路内部职工、相关行业业内人士以及史蒂夫·布罗德本特（Steve Broadbent）、安迪·考沃德（Andy Coward）、克里斯·利（Chris Leigh）。